# Мороз Володимир Степанович
Володимир Степанович Мороз — український кардіохірург, лікар вищої категорії, підполковник медичної служби Збройних сил України. Кавалер ордена Данила Галицького (2023).

## Лікарська діяльність
Кардіохірург, трансплантолог, завідувач відділення кардіохірургії та трансплантології Тернопільської обласної клінічної лікарні.
Деталі лікарської діяльності в особистому профілі Likarnet

## Життєпис
У 2020 році уперше в Україні при Військово-медичному клінічному центрі Західного регіону разом з іншими кардіохірургами здійснив унікальну операцію з протезування клапанів та пластичної хірургічної корекції серця. Під час хірургічного втручання орган був вилучений з пацієнтки і упродовж трьох годин він перебував у руках військових хірургів.
Нині є завідувачем відділення кардіохірургії та трансплантології Тернопільської обласної клінічної лікарні. Провів перші операції з пересадки серця та нирок на Тернопільщині.
Під час повномасштабного російського вторгнення працює старшим ординатором відділення абдумінальної хірургії клініки торако-абдумінальної хірургії Військово-медичного клінічного центру Західного регіону.

## Нагороди
- орден Данила Галицького (2 березня 2023) — за особисту мужність і самовіддані дії, виявлені у захисті державного суверенітету та територіальної цілісності України, зразкове виконання військового обов'язку[7].